# 리바츠코예역
리바츠코예역(러시아어: Рыбацкое)은 러시아 상트페테르부르크 시에 있는 상트페테르부르크 지하철 넵스코 바실레오스트롭스카야 선의 남동쪽 시종착역이다. 1984년 12월 28일에 개통되었다.

## 위치
리바츠코예 역은 드미트리 우스티노프 프로스펙트와 프리브니츠키 프로스펙트의 교차로 사이에 위치한다. 지상 역사로 복합 건물의 구조이다. 지하철 및 일반철도 플랫폼은 두 개의 지하 횡단 보도를 통해 연결되어 있는데, 그 중 하나는 개방되지 않았다. 플랫폼 상에서 프로메나이드 방향으로 나있는 출구가 있다.

## 구조
상대식 승강장 2면 2선의 지상역사이다.
건축가 A.S.Getskin, N.V.RomaskinaTiimanov, K.Leonyeva의 프로젝트에 따라 건설된 이 역사는 흰색 및 회색 대리석, 프로필 금속, 유리 및 광택 화강암 재질이 사용되었다.